# 美因河畔苏尔茨巴赫
美因河畔苏尔茨巴赫是德国巴伐利亚州的一个市镇。总面积19.95平方公里，总人口6871人，其中男性3443人，女性3428人（2011年12月31日），人口密度344人/平方公里。